# Vincent Herring
Vincent Dwyne Herring (né le 19 novembre 1964) est un saxophoniste, flûtiste, compositeur et professeur de jazz américain. Connu pour son jeu fougueux et émouvant dans les groupes d'Horace Silver, Freddie Hubbard et Nat Adderley au début de sa carrière, il se produit désormais fréquemment dans le monde entier avec ses propres groupes et est fortement impliqué dans l'enseignement du jazz.

## Biographie
Il est né à Hopkinsville, Kentucky, États-Unis . Ses parents ont divorcé et lui et sa mère ont déménagé en Californie . À l'âge de 11 ans, il a commencé à jouer du saxophone dans des groupes scolaires et à étudier en privé à la Dean Frederick's School of Music à Vallejo, en Californie. À l'âge de 16 ans, il entre à l'Université d'État de Californie à Chico grâce à une bourse de musique.
Un an plus tard, Herring a auditionné pour le West Point Band (en) (groupe de l'Académie militaire des États-Unis), The Jazz Knights (en), en tant que saxophoniste alto principal. Il a ensuite déménagé à West Point et a effectué une tournée en tant que soldat. En 1982, il s'installe à New York et étudie à l'Université de Long Island.
Herring a fait sa première tournée aux États-Unis et en Europe en tant que membre du Lionel Hampton Big Band . Ses talents ont attiré l'attention de Nat Adderley  et les deux ont forgé une relation musicale de neuf ans qui a donné lieu à neuf albums et à des tournées dans le monde entier.Après la mort d'Adderley, Herring a collaboré avec l'ancien membre du groupe Cannonball Adderley, Louis Hayes, pour former le Cannonball Adderley Legacy Band . Il a également travaillé et enregistré avec le pianiste Cedar Walton pendant plus de deux décennies . Il est également apparu sur scène ou sur des enregistrements avec Dizzy Gillespie, Horace Silver, Art Blakey and the Jazz Messengers, Jack DeJohnette's Special Edition, Freddie Hubbard, James Carter, Larry Coryell, Steve Turre, le Mingus Big Band, Billy Taylor, Nancy Wilson, Kenny Barron, Roy Hargrove, Arthur Taylor, Carla Bley, Mike LeDonne (en), Eric Alexander (en), Wallace Roney, Carl Allen, Bobby Watson, Gary Bartz, Sonny Fortune, Cyrus Chestnut (en), Jeremy Pelt (en), Joe Farnsworth (en) et le Phil Woods Sax Machine  (un groupe augmentant le quintette régulier de Woods à un octuor avec trois saxophonistes alto supplémentaires). Herring s'est produit en tant que soliste invité spécial avec Wynton Marsalis au Lincoln Center ainsi qu'avec Jon Faddis et le Carnegie Hall Big Band.
Herring a enregistré plus de 20 albums en tant que leader et plus de 250 en tant que sideman. En plus du Cannonball Adderley Legacy Band, les autres projets de Herring incluent Something Else, The Battle avec Vincent Herring et Eric Alexander, The Vincent Herring-Joris Dudli's Soul Jazz Alliance, Earth Jazz Agents et Jazz The Story.
Herring a emmené des groupes au Japon, en Europe et en Chine à plusieurs reprises et s'est produit dans presque tous les grands festivals de jazz du monde. Il est également impliqué dans l'enseignement du jazz en tant que professeur à la William Paterson University (en) et à la Manhattan School of Music. En 2024, Herring a publié son livre de méthode d'improvisation jazz, Logic and Critical Thinking in Jazz Improvisation, chez Sher Music, qui se concentre sur la distillation de ses concepts et techniques d'improvisation originaux.

## Discographie

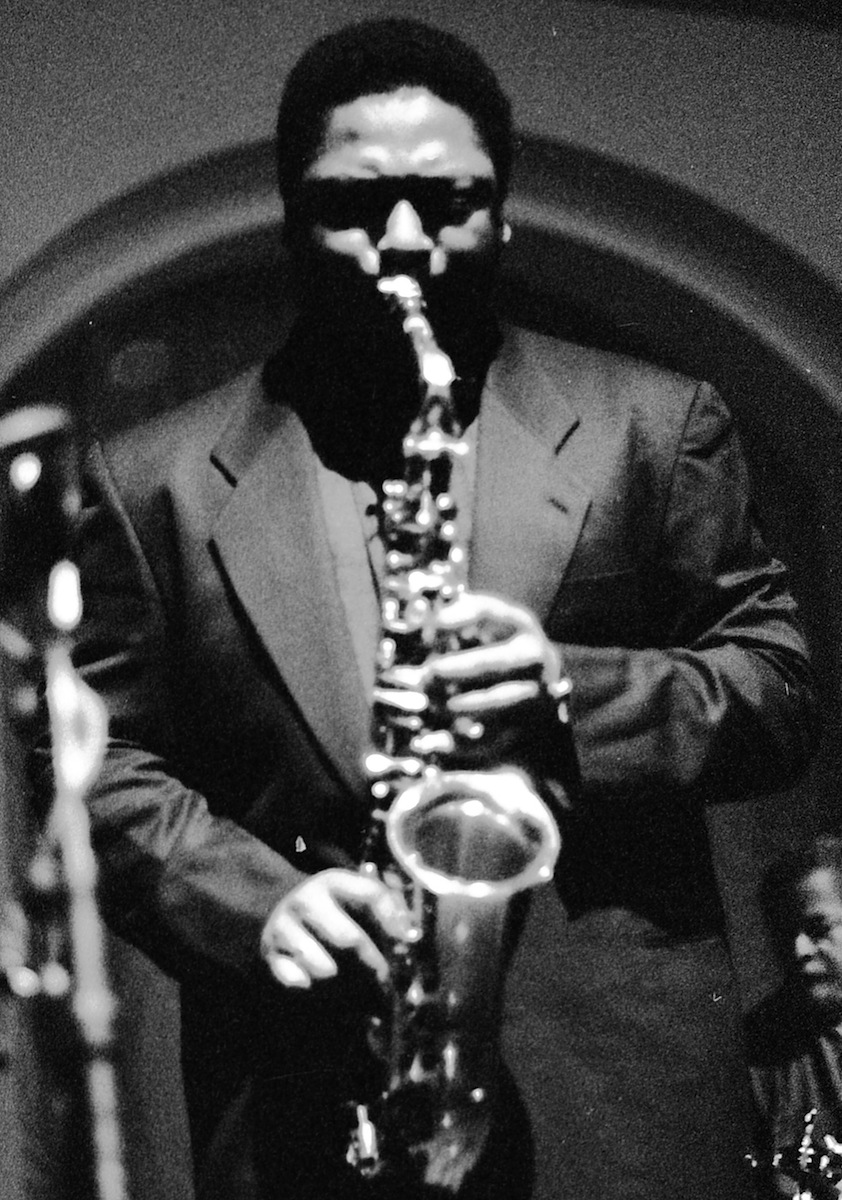
Vincent Herring en concert avec le Nat Adderley Quintet, 1993

### En tant que leader ou co-leader
- 1989: Scene One (Evidence Music (en))
- 1990: American Experience (MusicMasters Records (en))
- 1991: Evidence (en) (Landmark Records)
- 1993: Dawnbird (en) (Landmark Records)
- 1993: Secret Love (en) (MusicMasters Records)
- 1994: Folklore: Live at the Village Vanguard (en) (MusicMasters Records)
- 1994: The Days of Wine & Roses (MusicMasters Records)
- 1995: Don't Let It Go (MusicMasters Records)

- 1997: Change the World (MusicMasters Records)
- 1999: Jobim for Lovers (MusicMasters Records)
- 2001: Simple Pleasure (en) (HighNote Records (en))
- 2001: Burn'in the Blues (Consolidated Artists Productions) with Jeff Palmer, John Abercrombie, Bob Leto
- 2003 : All Too Real (en) (HighNote Records)
- 2004: Mr. Wizard (en) (HighNote Records)
- 2005: The Battle: Live at Smoke (en) (HighNote Records)
- 2006: Ends and Means (en) (HighNote Records)
- 2007: Live at Smoke (SGM)
- 2010: Morning Star (Challenge Records (en))
- 2011: Friendly Fire: Live at Smoke (en) (HighNote Records)
- 2012: In the Spirit of Coltrane and Cannonball (Yanagisawa)
- 2014: The Uptown Shuffle (en) (Smoke Sessions Records (en))
- 2015: Night and Day (en) (Smoke Sessions Records)
- 2017: Hard Times (en) (Smoke Sessions Records)
- 2019: Bird at 100 (Smoke Sessions Records)
- 2021: Preaching to the Choir (en) (Smoke Sessions Records)
- 2024: Soul Jazz (Smoke Sessions Records)

### En tant que sideman
- Alto Legacy Alto Summit w/Phil Woods (Fantasy Records)
- Barney McAll Blueprints

- Barney McAll Quintet Exit (BME)
- Benard Purdie's Soul To Jazz 2 (ACT Music)
- Carl Allen Quintet The Pursuer (Atlantic)
- Carl Allen Quintet w/Nicholas Payton Testimonial (Atlantic)
- Carl Allen Quintet w/Roy Hargrove Piccadilly Square (Alfa Records (en))
- Cedar Walton Composer (en) (Astor Place (en), 1996)
- Cedar Walton One Flight Down (en) (HighNote Records, 2006)
- Cedar Walton Seasoned Wood (en) (HighNote Records, 2008)
- Cedar Walton The Bouncer (HighNote Records, 2011)
- Cedar Walton The Promise Land (en) (HighNote Records, 2001)
- Cedar Walton Voices Deep Within (HighNote Records, 2009)
- Dave Ellis State of Mind (Milestone Records, 2003)
- Don Braden Sextet Art of the Saxophone (Bertelsmann Music Group)
- Don Braden Sextet (Double-Time Records (en), 2000)
- Donald Brown Quintet People Music (en) (Muse Records)
- Eddie Allen Quintet Another Point of View (Enja Records)
- Elio Villafranca (en) Standing By The Crossroads (ArtistShare, 2024)
- Eric Alexander and Mike LeDonne Heavy Hitters (Cellar Music, 2022)
- Eric Alexander and Mike LeDonne That's What's Up! (Cellar Music, 2024)
- Ferit Odman Autumn in New/York (Equinox, 2011)
- Ferit Odman Nommo (Equinox, 2010)
- Freddie Hubbard Octet MMTC: Monk, Miles, Trane & Cannon (en) (Musicmasters Records)
- Freddie Hubbard Sextet Bolivia (Musicmasters Records)
- Giacomo Gates (en) Centerpiece (Origin Records (en), 2005)
- Gloria Lynne No Detour Ahead (Muse Records)
- Good Fellas (Vol. 1) (Paddle Wheel)
- Good Fellas (Vol. 2) (Paddle Wheel)
- Good Fellas (Vol. 3) (Paddle Wheel)
- Harold Mabern Mabern Plays Mabern (en) (Smoke Sessions Records)
- Harold Mabern Mabern Plays Coltrane (Smoke Sessions Records)
- Jihee Heo Flow (OA2, 2024)
- Jill McCarron Gin (Jazz Bird, 2024)
- Joe Chambers Quintet Mirrors (Blue Note Records)
- Johannes Enders Quiet Fire (Enja Records)
- John Hicks In the Mix (en) (Landmark Records)
- John Hicks Piece for My Peace (en) (Landmark Records)
- Johnny King In From the Cold (Criss Cross Jazz (en))
- Kevin Hays Quintet Sweet Ear (SteepleChase Records)
- Klüvers Big Band A Tribute To Duke (Music Mecca, 1999)
- Lainie Kazan Body & Soul (Musicmasters Records)
- Leon Dorsey Quintet The Watcher (Landmark Records)
- Linda Presgrave Along the Path (Metropolitan, 2015)
- Louis Hayes Dreamin of Cannonball (TCB)
- Louis Smith Sextet Strike Up the Band (SteepleChase Records)
- Manhattan Projects Dark Side of Dewey (Alfa Records)
- Manhattan Projects Echoes of Our Heroes (Alfa Records)
- Manhattan Projects We Remember Cannonball (Alfa Records)
- Marcus Roberts Portraits in Blue (Sony)
- Melvin Rhyne To Cannonball (Paddle Wheel)
- Mingus Big Band Blues & Politics (Dreyfus Records)
- Mingus Big Band Que Viva Mingus (Dreyfus Records)
- Mingus Big Band Three of Four Shades of Love (Dreyfus Records)
- Mingus Big Band Tonight at Noon (Dreyfus Records)
- Nat Adderley Quintet A Night in Manhattan (Alfa Records)
- Nat Adderley Quintet Live at Floating Jazz Fest (Chiaroscuro Records (en))
- Nat Adderley Quintet Live at Sweet Basil Vol. 1
- Nat Adderley Quintet Live at Sweet Basil Vol. 2
- Nat Adderley Quintet Live at Sweet Basil (Alfa Records)
- Nat Adderley Quintet We Remember Cannon (en) (In + Out, 1989)
- Nat Adderley Sextet Autumn Leaves (en) (Sweet Basil, 1990 [1991])
- Nat Adderley Sextet Work Song: Live at Sweet Basil (en) (Sweet Basil, 1990 [1993])
- Nat Adderley Quintet Talkin' About You (en) (Landmark Records, 1990)
- Nat Adderley Quintet The Old Country (en) (Alfa Records)
- Nat Adderley Quintet Workin (Timeless Records (en))
- Patty Lomuscio Star Crossed Lovers (Challenge, 2022)
- Ron McClure Quintet Never Forget (SteepleChase Records)
- Scott Wendholt Quintet Scheme of Things (Criss Cross Jazz)
- Steve Turre The Spirits Up Above (en) (HighNote Records, 2004)
- Tim Hagans & Marcus Printup Hubsongs (Blue Note Records)
- Yoichi Kobayashi Sukiyaki